# Prave veverice
Prave veverice (znanstveno ime Sciuridae) so velika družina v redu glodavcev. Zastopniki te družine so doma v vsej Evraziji, Afriki ter Severni in Južni Ameriki. Ne najdemo jih  v Avstraliji, v južnem delu Južne Amerike in v nekaterih puščavskih področjih. Naseljujejo veliko vrst različnih habitatov od tropskega deževnega gozda do arktične tundre, od vrhov dreves do podzemnih rovov. 
Večina letečih veveric je nočnih živali, druge veverice pa so nočne ali dnevne živali. Velikost veveric variira od afriške pritlikave veverice (Myosciurus pumilio), ki je velika kakor miš, do močnih svizcev (rod Marmota). 

## Osnovne oblike telesa
Prave veverice imajo tri osnovne oblike telesa:
- Drevesne veverice imajo dolg, košat rep, ostre kremplje in dolga ušesa. Nekatere imajo dobro razvite ušesne čopke.
- Leteče veverice imajo s krznom obložene membrane (patagiuim), ki se širijo med zapestjem in gležnjem. Te membrane omogočajo veverici da jadra med drevesi.
- Zemeljske veverice so na splošno bolj močne od drevesnih veveric in imajo pogosto kratke in močne prednje okončine, ki jih uporabljajo za kopanje lukenj. Njihovi repi, ki so ravno tako krzneni, na splošno niso tako košati kot pri drevesnih vevericah.

Za vse prave veverice je značilna njihova relativno primitivna struktura čeljusti. Lobanja pravih veveric je nizka, s kratkim gobcem (rostrum) in obočenim profilom.
Kot mnogi drugi glodavci imajo vse prave veverice pet funkcionalnih prstov na zadnjih nogah in štiri na prednjih, z dobro razvitimi kremplji na vsakem prstu.

## Prehrana
Prave veverice se hranijo z oreščki in semeni in včasih tudi z gobami, žuželkami in mladimi pticami. Nekatere drevesne veverice luščijo lubje in se hranijo z njim in z drevesnim sokom. Rdeče veverice lahko naredijo precejšno škodo na drevju s tem ko jedo poganjke iglavcev. Zemeljske veverice se večinoma prehranjujejo z zelenimi rastlinami. Prave veverice, ki živijo zmernem pasu pogosto skrijejo oz. zakopljejo oreščke in semena, ki jih potem lahko uporabijo v zimskem času. Ta navada, da hrano skrivajo, povzroča razprševanje rastlinskih semen, ker zakopana semena pogosto ne najdejo in tako semena lahko začnejo kaliti. Veliko zemeljskih veveric pozimi spi (hibernacija) in nekatere spravljajo hrano v podzemne brloge.

## Izkoriščanje veveric
Nekatere severne vrste lovijo zaradi njihovih mehkih, gostih kožuhov in kar nekaj večjih vrst, lovijo za hrano. Rep sivih veveric se uporablja za slikarske čopiče, svizščeva maščoba pa se je  v Alpah uporabljala za zdravljenje revmatizma.

## Prenašalec bolezni
Veverice so lahko gostitelj parazitov, ki prenašajo kugo in klopno vročico Skalnega gorovja (angleško: Rocky mountain tick fever). Toda veverice običajno smatrajo za igrive in privlačne prebivalce gozdov in prerij.

## Klasifikacija
Družina veveric je razdeljena v 5 poddružin, 51 rodov in 278 vrst.
- Družina Sciuridae (prave veverice)
  - Poddružina Ratufinae
    - Ratufa

  - Poddružina Sciurillinae
    - Sciurillus

  - Poddružina Sciurinae
    - Pleme Sciurini
      - Microsciurus
      - Rheithrosciurus
      - Sciurus (drevesne veverice)
      - Syntheosciurus
      - Tamiasciurus (rdeče veverice)

    - Pleme Pteromyini (leteče veverice)
      - Aeretes
      - Aeromys
      - Belomys
      - Biswamoyopterus
      - Eoglaucomys
      - Eupetaurus
      - Glaucomys
      - Hylopetes
      - Iomys
      - Petaurillus
      - Petaurista (poletuše)
      - Petinomys
      - Pteromys
      - Pteromyscus
      - Trogopterus

  - Poddružina Callosciurinae
    - Callosciurus (veverice lepotke)
    - Dremomys
    - Exilisciurus
    - Funambulus (palmove veverice)
    - Glyphotes
    - Hyosciurus
    - Lariscus
    - Menetes
    - Nannosciurus
    - Prosciurillus
    - Rubrisciurus
    - Sundasciurus
    - Tamiops

  - Poddružina Xerinae
    - Pleme Xerini
      - Atlantoxerus
      - Spermophilopsis
      - Xerus (ščetinaste veverice)

    - Pleme Protoxerini
      - Epixerus
      - Funisciurus
      - Heliosciurus
      - Myosciurus
      - Paraxerus
      - Protoxerus

    - Pleme Marmotini (talne veverice)
      - Ammospermophilus
      - Cynomys (prerijski psi)
      - Marmota (svizci)
      - Sciurotamias
      - Spermophilus
      - Tamias